# Samuel Rowbotham
Samuel Birley Rowbotham (/ˈroʊbɒtəm/; Londres, 1816 – Londres, 23 de dezembro de 1884) foi um inventor e escritor inglês que escreveu o livro Zetetic Astronomy: Earth Not a Globe (em português: "Astronomia Zetética – A Terra não é um globo"), usando o pseudônimo Parallax. Seu trabalho foi originalmente publicado como um panfleto de 16 páginas (1849) e, posteriormente, expandido em um livro (1865).
O método de Rowbotham, que ele chamou de "astronomia zetética", modela a Terra como um plano fechado centralizado no Polo Norte e limitada ao longo de seu perímetro por uma parede de gelo, com o Sol, a Lua, e estrelas movendo apenas algumas centenas milhas acima da superfície da Terra.

## Biografia
Rowbotham começou como um organizador de uma comuna Owenita nos Ferns, onde ele formulava suas teorias sobre a Terra. Depois de medir uma ausência de curvatura na longa e reta trincheira de drenage nos Bedford Levels em seu primeiro experimento de nível de Bedford, ele se convenceu da planura da Terra e começou a ensinar sobre o assunto. Ele levou um tempo para aprender como fazer isso, fugindo de uma aula em Blackburn quando ele não conseguia explicar por que o casco de navios desapareceria antes de seus mastros quando estavam se afastando mar adentro. Entretanto, ele persistiu enchendo salões e cobrando seis pence a aula, sua rapidez de raciocínio e habilidades de debate foram aprimorados ao ponto que ele podia "contra argumentar usando engenhosidade, tirocínio e habilidade."
Quando ele finalmente foi forçado a aceitar um desafio em Plymouth em 1864 por alegações de que não concordaria com um teste, Parallax apareceu em Plymouth Hoe na hora marcada, conforme testemunhado por Richard A. Proctor, um autor em astronomia, e foi para a praia onde um telescópio havia sido montado. Seus oponentes alegaram que somente a lanterna do Farol de Eddystone, cerca de 14 milhas além no mar, poderia ser visível. De fato, só metade da lanterna estava visível, as Rowbotham alegou que seus oponentes estavam errados e que isso provava que a Terra era de fato plana, a ponto de muitos populares de Plymouth saíram de Hoe concordando que "algumas das mais importantes conclusões da astronomia moderna foram invalidadas".
Em 1861 Rowbotham casou pela segunda vez (com a filha de sua lavadeira, de 16 anos na época) e estabeleceu-se em Londres, tendo 14 filhos, dos quais quatro sobreviveram. Ele foi acusado de usar o nome "Dr. Samuel Birley", vivendo em uam bela casa de 12 quartos, vendendo os segredos de prolongar a vida e curar qualquer doença imaginável. Augustus de Morgan refere-se a ele como S. Goulden. Ele patenteou várias invenções, incluindo um "vagão de trem cilíndrico para preservar a vida".
Seu livro Zetetic Astronomy: The Earth not a Globe apareceu em 1864. Suas palestras continuaram e cidadãos preocupados escreveram cartas ao Real Astrônomo procurando refutações a suas alegações. Um correspondente do Leeeds Times observou que "uma coisa ele demonstrou foi que os palestrantes científicos não familiarizados com a defesa da ciência eram incapazes de lidar com um homem, um charlatão se me permite (mas esperto e bem escolado em sua teoria), bem ciente da fraqueza de seus oponentes."

## Influência
Um dos seguidores de Rowbotham, John Hampden, um polemista cristão, ganhou notoriedade ao se engajar em debates públicos com cientistas importantes da época. Uma aposta envolvendo o naturalista Alfred Russel Wallace no famoso experimento do Nível de Bedford levou a vários processos por fraude e difamação e à prisão de Hampden.
Depois do falecimento de Rowbotham, Lady Elizabeth Blount fundou a Universal Zetetic Society, que atraiu milhares de seguidores, publicando uma revista chamada The Earth Not a Globe Review e permaneceu ativa até a primeira parte do século 20. Depois da Primeira Guerra mundial, o movimento sofreu um declínio lento, mas foi revivido em 1956 como a The Flat Earth Society.
Nos Estados Unidos, as ideias de Rowbotham foram abraçadas pela Christian Catholic Apostolic Church e promovidas extensamente em sua estação de rádio. Seu trabalho nos Estados Unidos foi continuado por William Carpenter. Carpenter, um gráfico originalmente de Greenwich, Inglaterra, e apoiador de Rowbotham, publicou Theoretical Astronomy Examined and Exposed – Proving the Earth not a Globe em oito partes a partir de 1864 usando o pseudônimo Common Sense. Ele mais tarde imigrou para Baltimore onde publicou A hundred proofs the Earth is not a Globe em 1885. Ele alega que:
- "Tem rios que seguem por centenas de milhas em direção ao nível do mar sem cair mais que alguns pés – notavelmente o Nilo que, em mil milhas não cai mais que um pé. Uma extensão nivelada desta magnitude é incompatível com a ideia da convexidade da Terra. É, portanto, uma prova razoável de que a Terra não é um globo."
- "Se a Terra fosse um globo, um pequeno globo modelo seria a melhor – porque mais fidedigno – coisa que um navegador levaria para o mar consigo. Mas tal coisa não é conhecida: com um brinquedo destes como guia, um marinheiro iria afundar seu navio, com certeza! Esta é uma prova que a Terra não é um globo."